# Mollkirch
Mollkirch es una localidad y  comuna francesa, situada en el  departamento de Bajo Rin, en la región de  Alsacia.

## Comunas limítrofes
- Grendelbruch
- Rosenwiller
- Rosheim
- Gresswiller
- Heiligenberg
- Muhlbach-sur-Bruche
- Niederhaslach
- Urmatt

## Demografía
| 384 | 428 | 451 | 451 | 552 | 765 |
| Para los censos de 1962 a 1999 la población legal corresponde a la población sin duplicidades (Fuente: INSEE [Consultar]) |     |     |     |     |     |

## Patrimonio
- Castillo de Guirbaden